# Phyllachora miconiiphila
Phyllachora miconiiphila är en svampart som beskrevs av J.L. Alves, R.W. Barreto & O.L. Pereira 2010. Phyllachora miconiiphila ingår i släktet Phyllachora och familjen Phyllachoraceae.   Inga underarter finns listade i Catalogue of Life.